# Herbert Kretzmer
Herbert Kretzmer (Kroonstad, 5 oktober 1925 – Londen, 14 oktober 2020) was een Zuid-Afrikaans journalist, columnist, criticus en songwriter. Hij begon zijn loopbaan in eigen land en vertrok aan het eind van de jaren veertig naar Parijs en vervolgens naar Londen. Zijn teksten voor de Londense productie van Les Misérables dienden als basis voor veel andere taalversies van deze Franse musical.

## Biografie
Kretzmer studeerde aan de Rhodes-universiteit in Grahamstad. Hij bouwde een naam op als journalist voor de Sunday Express in Johannesburg en als schrijver van wekelijkse commentaren over documentaires. Daarnaast werkte hij als professioneel songwriter. Aan het eind van de jaren veertig woonde hij een tijd op verschillende plaatsen en vestigde hij zich uiteindelijk in Parijs. Hier speelde hij als pianist in een bar in de Rive Gauche.
Daarna vertrok hij naar Londen, waar hij aan de slag ging als criticus en columnist. Hij gaf commentaren over toneel voor de Daily Express en over televisie voor de Daily Mail, en werkte verder ook nog voor de Daily Sketch en de Sunday Dispatch.
Daarnaast schreef hij met David Lee de noveltysongs Goodness gracious me en Bangers and mash die door het duo Peter Sellers en Sophia Loren werden vertolkt. De eerste werd bekroond met een Ivor Novello Award en kwam op de vierde positie van de Britse hitlijsten terecht. Kretzmer werkte vaker samen met Lee, onder meer door elke week een lied te schrijven voor het satirische BBC-televisieprogramma That was the week that was. Ook schreven ze het nummer In the summer of his years (1963) als een tribuut voor de kort ervoor vermoorde president John F. Kennedy. Het nummer werd vrijwel direct na zijn dood uitgebracht door Millicent Martin en vrij kort daarop gecoverd door verschillende artiesten, onder wie Connie Francis en Mahalia Jackson.
Ook schreef hij het boek en de liedjes voor de musical Our man Crichton (1964) dat in het Londense West End werd opgevoerd en de songteksten voor onder meer De vier musketeers (1967). Hij viel in de smaak van Cameron Mackintosh die hem vroeg de Engelse songteksten te schrijven voor de Londense productie van de Franse musical Les Misérables (1988). Zijn songteksten dienden later als basis voor veel opvoeringen in andere talen wereldwijd. Voor dit werk ontving hij een Grammy Award in 1988 en voor de verfilming in 2012 een Golden Globe en een Oscar voor beste originele nummer. Ook was hij als songwriter de aanleveraar van Engelstalige teksten voor liedjes van Charles Aznavour. 
Kretzmer werd in 1988 benoemd tot ridder in de Franse Orde van Kunsten en Letteren en 2011 tot officier in de Orde van het Britse Rijk. Hij is tweemaal getrouwd geweest, van 1960 tot 1973 en sinds 1988, en had twee kinderen.
Hij overleed in Londen op 95-jarige leeftijd.
- Bibsys: 90645162
- Bibliothèque nationale de France: cb14057196k (data)
- CiNii: DA13003748
- Gemeinsame Normdatei: 1034858203
- International Standard Name Identifier: 0000 0000 6308 7693
- Library of Congress Control Number: n86860409
- MusicBrainz: 4bcef1aa-7ea9-44b9-926d-6593965bd4cd
- Nationale Bibliotheek van Tsjechië: pna2005262116
- Nationale Bibliotheek van Israël: 987007459041905171
- Nederlandse Thesaurus van Auteursnamen: 073084778
- SNAC: w62z1b3z
- Virtual International Authority File: 12509453
- WorldCat: E39PBJpdKMrrV3YkBQCqxQxFKd